# Fazekasboda, Baranya
Fazekasboda este un sat în districtul Pécsvárad, județul Baranya, Ungaria, având o populație de 227 de locuitori (2011). 

## Demografie
Componența etnică a satului Fazekasboda
     Maghiari (78,4%)
     Germani (18,78%)
     Romi (2,82%)
Componența confesională a satului Fazekasboda
     Romano-catolici (49,34%)
     Fără religie (11,45%)
     Reformați (1,76%)
     Necunoscută (37,44%)
Conform recensământului din 2011, satul Fazekasboda avea 227 de locuitori. Din punct de vedere etnic, majoritatea locuitorilor (78,4%) erau maghiari, existând și minorități de germani (18,78%) și romi (2,82%). Nu există o religie majoritară, locuitorii fiind romano-catolici (49,34%), persoane fără religie (11,45%) și reformați (1,76%). Pentru 37,44% din locuitori nu este cunoscută apartenența confesională.